# Оперативний лізинг
Операти́вний лі́зинг — договір лізингу, за яким лізингоодержувач на своє замовлення отримує у платне користування від лізингодавця об'єкт лізингу на строк, менший від строку, за який амортизується 90 % вартості об'єкта лізингу визначеної в день укладення договору. Лізингодавець не планує покрити всі свої витрати і отримати дохід за рахунок одного лізингоодержувача, а строки оренди не охоплюють періоду фізичного зносу майна, що передається в оренду. Облік майна на балансі лізингодавця. Ризики пов'язані з пошкодженням або втратою майна, і витрати на технічне обслуговування майна, здебільшого несе лізингодавець.
Після закінчення строку договору оперативного лізингу він може бути продовжений або об'єкт лізингу підлягає поверненню лізингодавцю і може бути повторно переданий у користування іншому лізингоодержувачу за договором лізингу.
Оперативний лізинг поділяють на два підвиди:
- Хайринг — середньострокова оренда на строк від 1 до 3 років.
- Рейтинг — короткострокова оренда на строк від 1 дня до 1 року без права придбання лізингоодержувачем орендованого майна.